# Misión Eurovisión
Misión Eurovisión es el nombre de la preselección española para Eurovisión, organizada por TVE a comienzos del 2007.
La presentadora es Paula Vázquez, y como asesores participan Massiel (ganadora del festival en 1968) y Mikel Herzog (representante español en 1998).

## Temas candidatos
Entre cientos de canciones presentadas tan sólo cinco fueron las finalistas para representar a España. Antes de ser interpretadas por los concursantes de Misión Eurovisión, las canciones candidatas fueron presentadas al público por varios cantantes consolidados, lo hicieron en este orden:
- 1- Massiel "Busco un hombre"
- 2- Nina "Una lágrima"
- 3- Raúl "I love you mi vida"
- 4- Mikel Herzog "La reina de la noche"
- 5- Gisela "Tu voz se apagará"

Finalmente el tema "I love you mi vida" fue el vencedor y el intérprete elegido fue el joven grupo Nash, rebautizado como D'Nash.

## Misión Eurovisión 2007- Intérpretes
Los intérpretes son seleccionados mediante cuatro galas y una semifinal que le da el pase a una final. En estas fases previas, cada cantante interpreta temas elegidos por ellos mismos y no las canciones candidatas al Festival de Eurovisión. La audiencia del programa a través del televoto por llamadas telefónicas y SMS eligen a 3 cantantes y el jurado del programa a 2. 

### Gala 1 - Martes - 9 - Enero
| N.º | Cantante/s      | Canción                            | Votos | Puesto |
| --- | --------------- | ---------------------------------- | ----- | ------ |
| 01  | María López     | La Incondicional                   | 70    | 7      |
| 02  | Nacho Embid     | Otro amor vendrá                   | 49    | 10     |
| 03  | Baltanás        | Te necesito                        | 92    | 5      |
| 04  | Amaya Saizar    | Lady, Lady                         | 81    | 6      |
| 05  | Katia Ballester | Unchained melody                   | 22    | 14     |
| 06  | Miguel Cañadas  | A puro dolor                       | 141   | 3      |
| 07  | Keke            | New York, New York                 | 40    | 12     |
| 08  | Santa Fe        | Esto es pa' ti                     | 195   | 1      |
| 09  | Juan Íkaro      | Only you                           | 22    | 15     |
| 10  | Nessa           | I'm outta love                     | 149   | 2      |
| 11  | Ybraem          | Hips don't lie                     | 48    | 11     |
| 12  | Cristina Conde  | Contigo en la distancia            | 30    | 13     |
| 13  | Póker           | It's my life                       | 97    | 4      |
| 14  | Carmen Míriam   | Gitano                             | 54    | 9      |
| 15  | Gerard Martí    | Sorry seems to be the hardest word | 70    | 8      |

### Gala 2 - Martes - 16 - Enero
| N.º | Cantante/s           | Canción                                | Votos | Puesto |
| --- | -------------------- | -------------------------------------- | ----- | ------ |
| 01  | La Década Prodigiosa | La chica que yo quiero (Made in Spain) | 69    | 9      |
| 02  | Agustín Aspa         | Valió la pena                          | 11    | 15     |
| 03  | Mercedes Sayas       | If I ain't got you                     | 96    | 6      |
| 04  | Nazaret              | Sobreviviré                            | 171   | 1      |
| 05  | Melo Bakale          | Corazón espinado                       | 17    | 14     |
| 06  | Rut Marcos           | Left outside alone                     | 95    | 7      |
| 07  | Montse Mallorquín    | Ojos así                               | 104   | 3      |
| 08  | Paraelissa           | No me crees                            | 72    | 8      |
| 09  | Mirela               | My number one                          | 164   | 2      |
| 10  | Hotel Cochambre      | Popurrí de pop español                 | 97    | 5      |
| 11  | Tahis                | I wanna dance with somebody            | 22    | 13     |
| 12  | Paco Arrojo          | Contra la corriente                    | 100   | 4      |
| 13  | Los Amantes          | Tenemos toda la noche                  | 42    | 12     |
| 14  | Frank Bravo          | Te quiero, te quiero                   | 49    | 11     |
| 15  | Éisac                | Let me love you                        | 51    | 10     |

### Gala 3 - Martes - 23 - Enero
| N.º | Cantante/s           | Canción                | Votos | Puesto |
| --- | -------------------- | ---------------------- | ----- | ------ |
| 01  | Just 4 Voices        | El día que me quieras  | 21    | 12     |
| 02  | Yolanda              | Like a prayer          | 108   | 5      |
| 03  | Luis Fierro          | Unchain my heart       | 15    | 14     |
| 04  | Lourdes Savarese     | A quién le importa     | 4     | 15     |
| 05  | Paris                | Jaleo                  | 21    | 13     |
| 06  | Sheila Rodríguez     | Woman in love          | 79    | 7      |
| 07  | Arde Troya           | Drive my car           | 40    | 10     |
| 08  | Yanira Figueroa      | Ausencia               | 165   | 2      |
| 09  | Javier Enzo          | Otro día más sin verte | 48    | 9      |
| 10  | The Sweet Metal Band | Sweet dreams           | 63    | 8      |
| 11  | Javier Ríos          | Vuela muy alto         | 89    | 6      |
| 12  | Robin                | Enamorada              | 27    | 11     |
| 13  | Rebeca               | Qué no daría yo        | 124   | 4      |
| 14  | Nash                 | Stand by me            | 216   | 1      |
| 15  | Marta Llenas         | Proud Mary             | 139   | 3      |

### Gala 4 - Sábado - 3 - febrero
Actuaron 12 intérpretes de los que fueron elegidos tres por televoto y uno por el jurado del programa. 
| N.º | Cantante/s             | Canción                 | Votos | Puesto |
| --- | ---------------------- | ----------------------- | ----- | ------ |
| 01  | Covadonga              | Sin ti no soy nada      | 83    | 9      |
| 02  | Alberto Vázquez        | Ahora te puedes marchar | 93    | 5      |
| 03  | Davinia                | Ciega, sordomuda        | 95    | 4      |
| 04  | Crystina               | Mr. Sandman             | 85    | 7      |
| 05  | Diego Cosío            | Invincible              | 88    | 6      |
| 06  | Lola King              | Y si fuera ella         | 43    | 12     |
| 07  | Rosavil                | La chica de ayer        | 64    | 11     |
| 08  | Luis Amando            | Getsemaní               | 85    | 8      |
| 09  | Merche Llobera         | Si tú no estás aquí     | 191   | 1      |
| 10  | Míriam Roca            | It's raining men        | 113   | 3      |
| 11  | Fran                   | Amor, amor, amor        | 154   | 2      |
| 12  | El Síndrome del Martes | Mucho mejor             | 66    | 10     |

Asimismo se crearon 4 dúos con cantantes que había pasado ya por Misión Eurovisión, uno de los cuales estará en la semifinal gracias al televoto. 
| N.º | Dúos                                   | Canción                   |
| --- | -------------------------------------- | ------------------------- |
| 01  | Gerard Martí y Mirela                  | Sin ti (Without you)      |
| 02  | Two heaven (Mercedes Sayas y Baltanás) | One moment in time        |
| 03  | Rebeca y Paco Arrojo                   | Si no te hubiera conocido |
| 04  | Rut Marcos y Yolanda                   | I'm so excited            |

### Semifinal - Sábado - 10 - febrero
La audiencia mediante el televoto por llamadas telefónicas y SMS eligieron a 3 cantantes y el jurado del programa a 2.
| N.º | Cantante/s        | Canción                      | Votos | Puesto |
| --- | ----------------- | ---------------------------- | ----- | ------ |
| 01  | Poker             | Gimme! Gimme! Gimme!         | 24    | 13     |
| 02  | Miguel Cañadas    | Nada cambiará mi amor por ti | 38    | 11     |
| 03  | Nash              | Capaz de todo                | 159   | 2      |
| 04  | Rebeca            | Out here on my own           | 43    | 10     |
| 05  | Nazaret           | Yo viviré                    | 95    | 5      |
| 06  | Paraelissa        | Llamando a la Tierra         | 22    | 14     |
| 07  | Gerard Martí      | It’s not right, but it’s ok  | 37    | 12     |
| 08  | Marta Llenas      | Libre                        | 19    | 15     |
| 09  | Santa Fe          | Al final del camino          | 19    | 16     |
| 10  | Mirela            | Sola otra vez                | 87    | 6      |
| 11  | Fran              | Gloria                       | 112   | 4      |
| 12  | Merche Llobera    | We are the champions         | 129   | 3      |
| 13  | Míriam Roca       | Toda                         | 45    | 9      |
| 14  | Yanira Figueroa   | Entender el amor             | 162   | 1      |
| 15  | Mirela y Gerard   | Reach out I’ll be there      | 17    | 17     |
| 16  | Montse Mallorquín | Every breath you take        | 52    | 8      |
| 17  | Paco Arrojo       | A kind of magic              | 72    | 7      |
| 18  | Nessa             | Holding out for a hero       | 11    | 18     |
| 19  | Luis Amando       | Kiss                         | 7     | 20     |
| 20  | Sheila Rodríguez  | Eloise                       | 10    | 19     |

### Gran Final - Sábado - 24 - febrero
Después de la interpretación por parte de los 5 finalistas de cada una de las 5 canciones seleccionadas, el televoto eligió las 5 combinaciones favoritas. El resultado final fue el siguiente: 
| N.º | Cantante/s | Canción              | Votos | Puesto |
| --- | ---------- | -------------------- | ----- | ------ |
| 01  | Nash       | Busco una chica      | 20    | 4      |
| 02  | Nazaret    | Busco un hombre      | 4     | 5      |
| 03  | Nash       | I love you mi vida   | 85    | 1      |
| 04  | Mirela     | La reina de la noche | 67    | 2      |
| 05  | Nazaret    | Tu voz se apagará    | 44    | 3      |

## Misión Eurovisión 2007- Canciones
En ronda eliminatoria 1 y 2 se eligieron las canciones a través del voto en línea en la página oficial de Misión Eurovisión. Las canciones seleccionadas para la ronda final fueron presentadas en una gala el día 17 de febrero de 2007 y votadas en la gala final del 24 de febrero después de ser interpretadas por los cantantes finalistas elegidos.

### Ronda eliminatoria 1
| N.º | Compositor/es                                       | Canción                             |
| --- | --------------------------------------------------- | ----------------------------------- |
| 01  | Alejandro de Pinedo & Juan Carlos Villamil          | Busco un hombre                     |
| 02  | Luis Fierro & Phil Trim                             | Ya estás aquí                       |
| 03  | Antonio Sánchez-Ohlsson, Rebeca Pous & Thomas G:son | I love you mi vida                  |
| 04  | Alexandre Rexach Llorens & Mónica Bertrán Brancos   | Me gusta hacer canciones con un hey |
| 05  | Ana Luisa Santana & Miguel Ángel García             | Una lágrima                         |
| 06  | Rafael Artesero                                     | Ley le lee                          |
| 07  | Benjamín Estacio                                    | Rienda suelta a mi corazón          |
| 08  | Ignacio Pascual                                     | Angel                               |
| 09  | José Abraham Martínez                               | Cuánto amor por ti                  |
| 10  | Claes Andreasson & Torbjörn Wassenius               | Destiny                             |
| 11  | Juan Luis Santigosa                                 | Ain veri japi nau                   |
| 12  | Miguel Linde                                        | Tu voz se apagará                   |
| 13  | Carmen Hernández & Felipe Segovia                   | Ven a bailar                        |
| 14  | Antonio Ohlsson & Thomas G:son                      | Báilame                             |
| 15  | José Juan Santana Rodríguez & Rafael Artesero       | La reina de la noche                |

### Ronda eliminatoria 2
| N.º | Compositor/es                                       | Canción                             |
| --- | --------------------------------------------------- | ----------------------------------- |
| 01  | Alejandro de Pinedo & Juan Carlos Villamil          | Busco un hombre                     |
| 02  | José Abraham Martínez                               | Cuánto amor por ti                  |
| 03  | Claes Andreasson & Torbjörn Wassenius               | Destiny                             |
| 04  | Antonio Sánchez-Ohlsson, Rebeca Pous & Thomas G:son | I love you mi vida                  |
| 05  | José Juan Santana Rodríguez & Rafael Artesero       | La reina de la noche                |
| 06  | Rafael Artesero                                     | Ley le lee                          |
| 07  | Alexandre Rexach Llorens & Mónica Bertrán Brancos   | Me gusta hacer canciones con un hey |
| 08  | Miguel Linde                                        | Tu voz se apagará                   |
| 09  | Ana Luisa Santana & Miguel Ángel García             | Una lágrima                         |
| 10  | Luis Fierro & Phil Trim                             | Ya estás aquí                       |

### Ronda eliminatoria 3
| N.º | Compositor/es                                       | Canción              |
| --- | --------------------------------------------------- | -------------------- |
| 01  | Alejandro de Pinedo & Juan Carlos Villamil          | Busco un hombre      |
| 02  | Antonio Sánchez-Ohlsson, Rebeca Pous & Thomas G:son | I love you mi vida   |
| 03  | José Juan Santana Rodríguez & Rafael Artesero       | La reina de la noche |
| 04  | Miguel Linde                                        | Tu voz se apagará    |
| 05  | Ana Luisa Santana & Miguel Ángel García             | Una lágrima          |

## Misión Eurovisión 2007- Audiencias
La idea original del programa era su emisión en la noche de los martes a las 22:00. Sin embargo, y tras el programa del 23 de enero que no sobrepasó el 10% de share, el programa se cambió a la noche de los sábados a las 22:30 horas.
- 9 de enero de 2007: 13'3% de share (Gala 1)
- 16 de enero de 2007: 11'2% de share (Gala 2)
- 23 de enero de 2007: 9'7% de share (Gala 3)
- 3 de febrero de 2007: 9'1 de share (Gala 4)
- 10 de febrero de 2007: 9'6% de share (Semifinal)
- 17 de febrero de 2007: 10'4% de share (Presentación de canciones)
- 24 de febrero de 2007: 14'3% de share (Final)

Tras las audiencias obtenidas y el resultado final de D'Nash, TVE optó en 2008 por cambiar su sistema de preselección que pasaría a ser una gala única con artistas que serían seleccionados a través de MySpace.